# Neotherina noxiosa
Neotherina noxiosa là một loài bướm đêm trong họ Geometridae.